# Sylvester
Sylvester James známý jako Sylvester (* 6. září 1947 Los Angeles - 16. prosince 1988 San Francisco) byl americký disco, soulový zpěvák a drag queen. Je považován jako jeden z prvních Hi-NRG hudebníků. Byl přezdívaný jako Královna disco hudby (tuto přezdívku má i zpěvačka Gloria Gaynor či Donna Summer. Jeho nejúspěšnější píseň "You Make Me Feel (Mighty Real)" později zpíval jako coverzi britský zpěvák Jimmy Somerville a skupina New Order se touto písní inspirovala při tvorbě vlastní písně "Blue Monday".

## Historie
Svou kariéru zahájil v psychedelické skupině The Cockettes.
V roce 1973 si založil skupinu Sylvester & The Hot Band v niž hrál spolu s trumpetistou Bobby Bloodem, saxofonistou Chrisem Mostertem, kytaristou Jamesem Q. Smithem, bubeníkem Travisem Fullertonem a basistou Kerry Hatchem. Skupina nahrála několik rock/proto-disco alb.
Skutečný úspěch se dostavil, když se v roce 1977 spolupracoval s vydavatelstvím Fantasy Records, Motown Records a producentem Harvey Fuquem. S ním napsal několik proto-Hi-NRG/disco hitů jako "You Make Me Feel (Mighty Real)," and "Dance (Disco Heat)".
Zemřel v San Franciscu roku 1988 na AIDS.
V roce 2005 byl zařazen do síně slávy taneční hudby Dance Music Hall of Fame.

## Diskografie

### Singly
| - 1977: "Down, Down, Down" - 1977: "Over And Over" - 1978: "Dance (Disco Heat)" (U.S. Dance #1; U.S. #19; UK #29) - 1978: "You Make Me Feel (Mighty Real)" (U.S. Dance #1; UK #8; Italy #24; U.S. #36) - 1979: "I (Who Have Nothing)" (U.S. #40, U.S. Dance #4, UK #46) - 1979: "Stars" (UK #47) - 1979: "Can't Stop Dancing" (U.S. Dance #2) - 1980: "You Are My Friend" - 1980: "I Need You" (U.S. Dance #6) - 1980: "Sell My Soul" (U.S. Dance #6) - 1981: "Here Is My Love" - 1981: "Give It Up (Don't Make Me Wait)" - 1981: "Magic Number" (Herbie Hancock featuring Sylvester) - 1982: "Do You Wanna Funk" (Patrick Cowley featuring Sylvester) (U.S. Dance #4; Norway #8; Switzerland #12; Netherlands #17; UK #32) - 1982: "Don't Stop" - 1982: "Tell Me" - 1982: "Be With You" - 1982: "All I Need" - 1983: "Don't Stop" (UK #77) - 1983: "Tell Me" |  | - 1983: "Hard Up" - 1983: "Band of Gold" (U.S. Dance #18, UK #67) - 1983: "Too Late" (U.S. Dance #16) - 1983: "One Night Only" - 1983: "Trouble In Paradise" - 1984: "Stargazing" (performed by Earlene Bentley featuring Sylvester; UK release) - 1984: "Good Feeling" (German release) - 1984: "Call Me" - 1984: "Menergy" - 1984: "Rock The Box" (U.S. Dance #25) - 1985: "Take Me To Heaven" (U.S. Dance #6) - 1985: "Sex" (U.S. Dance #6) - 1985: "Takin Love Into My Own hand" (Mexico release) - 1985 "Lovin Is Really My Game" - 1986: "Living for the City" (U.S. Dance #2) - 1986: "Someone Like You" (U.S. Dance #1) - 1987: "Mutual Attraction" (U.S. Dance #10) - 1987: "Sooner Or Later" |

### Alba
- 1978: Step II (U.S. top-200 #28, Italy top-50 #6)
- 1979: Stars (U.S. top-200 #63, Italy top-5 #15)
- 1979: Living Proof (double LP, nahráno živě) (U.S. top-200 #123)
- 1980: Sell My Soul (U.S. top-200 #147)
- 1981: Too Hot To Sleep (U.S. top-200 #156)
- 1982: All I Need (U.S. Dance #3; Italy top-50 #23; U.S. top-200 #168)